# Killer Sounds
| Recensione | Giudizio |
| ---------- | -------- |
| AllMusic   |          |

Killer Sounds è il terzo album studio del gruppo musicale alternative rock Hard-Fi, pubblicato nel 2011.

## Tracce
1. Good For Nothing – 3:49
2. Fire In the House – 4:12 (Richard Archer)
3. Give It Up – 4:34 (E. Young)
4. Bring It On – 3:59
5. Feels Good – 3:54
6. Stop – 3:43
7. Stay Alive – 3:43
8. Excitement – 3:36
9. Love Song – 3:12 (Richard Archer)
10. Sweat – 3:24
11. Killer Sounds – 3:36